# 邵稷
邵稷（1513年—？），字子嘉，浙江紹興府餘姚縣人，民籍，明朝政治人物。

## 生平
嘉靖二十二年（1543年）癸卯科浙江鄉試第二十九名舉人，二十三年（1544年）聯捷甲辰科進士。授蕪湖知縣，二十八年十一月选授山東道試御史，次年實授，卒于官。

## 家族
曾祖邵禮，知縣；祖父邵孟甫；父邵至。母胡氏。具慶下。從兄邵疇，從弟邵畯、邵漳（同科進士）。